# Cochliobolus sativus
Cochliobolus sativus är en svampart som först beskrevs av S. Ito & Kurib., och fick sitt nu gällande namn av Drechsler ex Dastur 1942. Cochliobolus sativus ingår i släktet Cochliobolus och familjen Pleosporaceae.   Inga underarter finns listade i Catalogue of Life.
Svampen orsakar viktiga växtsjukdomar, såsom Bipolaris i stråsäd.